# Pomožni glagol
Pomožni glagol ali pomožnik je glagol nepopolnega pomena, ki ima v povedku vlogo vezi. Ob sebi ima povedkovnik v vlogi povedkovega določila. Primeri pomožnih glagolov: biti, postati, začeti, morati.